# Opel Adam
La Opel Adam è una superutilitaria prodotta dalla casa automobilistica tedesca Opel a partire dal dicembre del 2012 e messa in vendita a partire dal mese successivo. Il nome del modello deriva da quello del fondatore della casa automobilistica, Adam Opel. In Gran Bretagna è commercializzata come Vauxhall Adam. La produzione della Opel Adam è terminata il 5 maggio 2019, quando l'ultimo esemplare è uscito dalle linee di montaggio dello stabilimento Opel di Eisenach.

## Profilo e caratteristiche

### Debutto
Vociferata fin dal 2010 e chiamata inizialmente con il nome in codice di Junior, l'Opel Adam è stata annunciata ufficialmente durante l'estate 2012, quando sono state diffuse le prime immagini ufficiali e le prime informazioni tecniche sui motori e allestimenti. È stata presentata al pubblico al Salone dell'automobile di Parigi nel settembre dello stesso anno per essere immessa sul mercato a partire da gennaio 2013.

### Esterni ed interni

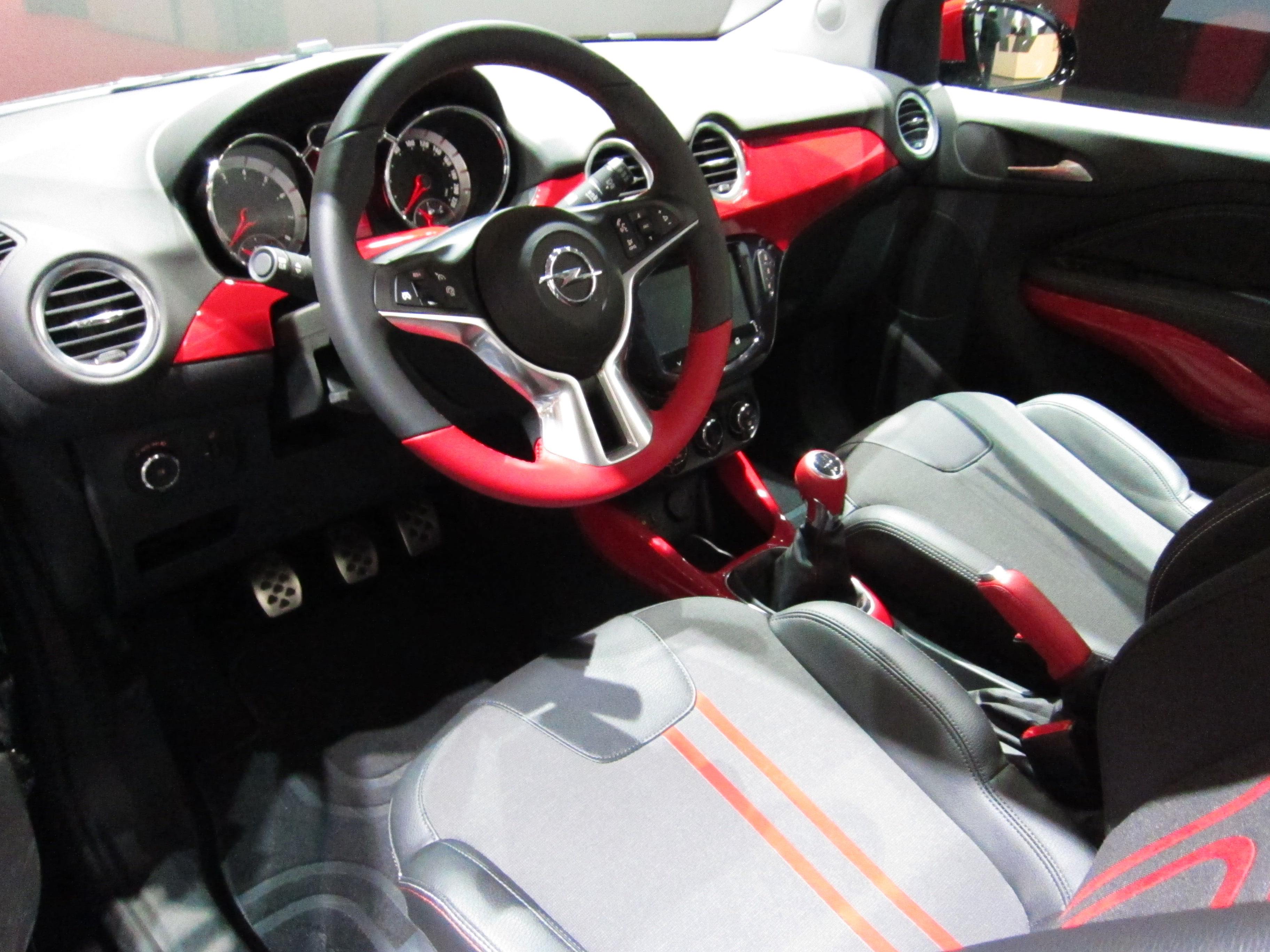
Interni

Il frontale presenta una mascherina percorsa da un sottile baffo, cromato o meno a seconda dell'allestimento e alcuni particolari riprendono altri modelli Opel: la fiancata attraversata da una doppia nervatura simile a quella già presente sull'Opel Astra J GTC, il posteriore e i fanali posteriore. È possibile avere il tetto di colore diverso rispetto alla carrozzeria e il montante è caratterizzato da una lunga cromatura che sul posteriore fa apparire il tetto quasi sospeso rispetto alla fiancata.
Il cruscotto riprende quello a binocolo tipico degli ultimi modelli Opel. La plancia è totalmente nuova (anche se comandi delle luci, freno a mano e leva del cambio sono le stesse della contemporanea Opel Corsa D): è disposta su due livelli, quello più in basso ospita i comandi del climatizzatore, mentre il livello superiore ospita quelli dell'impianto audio e di navigazione. La sezione orizzontale della plancia superiore che si estende fino al vano di fronte al passeggero e la plastica che circonda la leva del cambio possono essere dello stesso colore della carrozzeria. Il volante ha una nuova forma, dotato di un piccolo incavo per l'airbag e con una cromatura sulla parte bassa dello stesso. Il bagagliaio ha una capacità di 170 litri, incrementabili a 663 litri con l'abbattimento dello schienale posteriore.

### Meccanica e motori

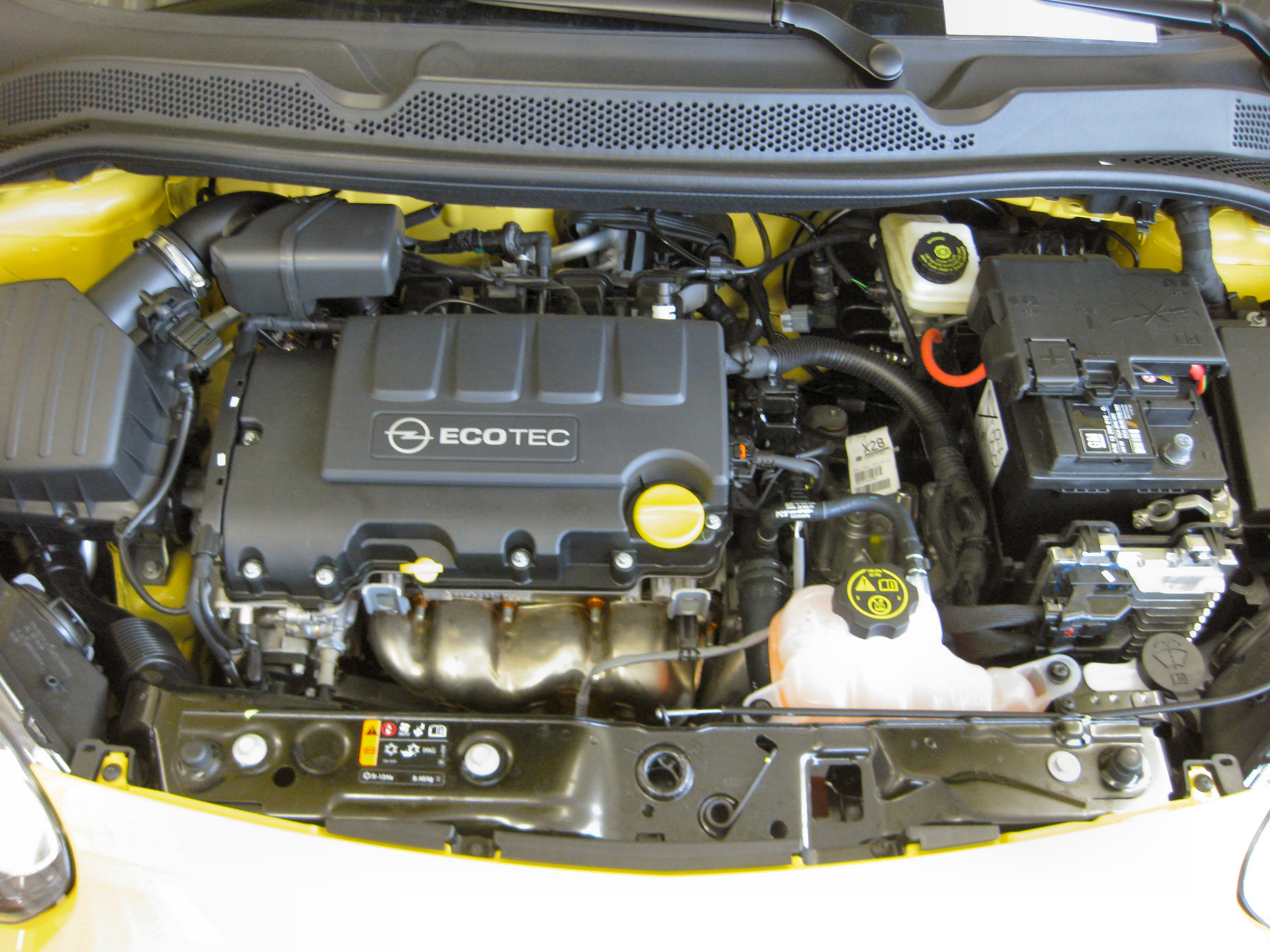
Motore 1.2 di un'Opel Adam

L'Adam nasce sulla prima generazione del pianale FGA Small (debuttato sulla Fiat Grande Punto e già utilizzato per l'Opel Corsa D) accorciato nel passo e adotta un avantreno di tipo MacPherson ed un retrotreno ad assale torcente semirigido.
L'impianto frenante prevede dischi all'avantreno e tamburi al retrotreno, mentre lo sterzo è a cremagliera con servosterzo elettrico regolabile in due differenti tipi di tarature a seconda dell'utilizzo (da città o da extraurbano/autostrada).
I motori previsti al debutto sono tre, un 1.2 da 70 CV e un 1.4 da 87 CV e da 100 CV, condiviso con Opel Corsa D, Astra J e Meriva. Si tratta di due motori appartenenti alla famiglia Family 0 e sono tutti motori a benzina Euro 5. La casa ha dichiarato di non prevedere motorizzazioni diesel. Per tutte le motorizzazioni è previsto un cambio manuale a 5 marce.
Il primo sistema infotainment è dotato di radio AM/FM, lettore CD, presa USB, lettore Bluetooth per i dispositivi mobili e presa AUX.
Successivamente, i nuovi veicoli del medesimo modello presentano una radio touchscreen 7 pollici, dotata degli stessi accessori della precedente.
Non è dotata di lettore CD, ma presenta un navigatore di serie che verrà poi sostituito dalle applicazioni CarPlay e AndroidAuto, con i quali è possibile usare il navigatore tramite cellulare o tablet senza la necessità di dover ricorrere ad eventuali aggiornamenti.

## Evoluzione

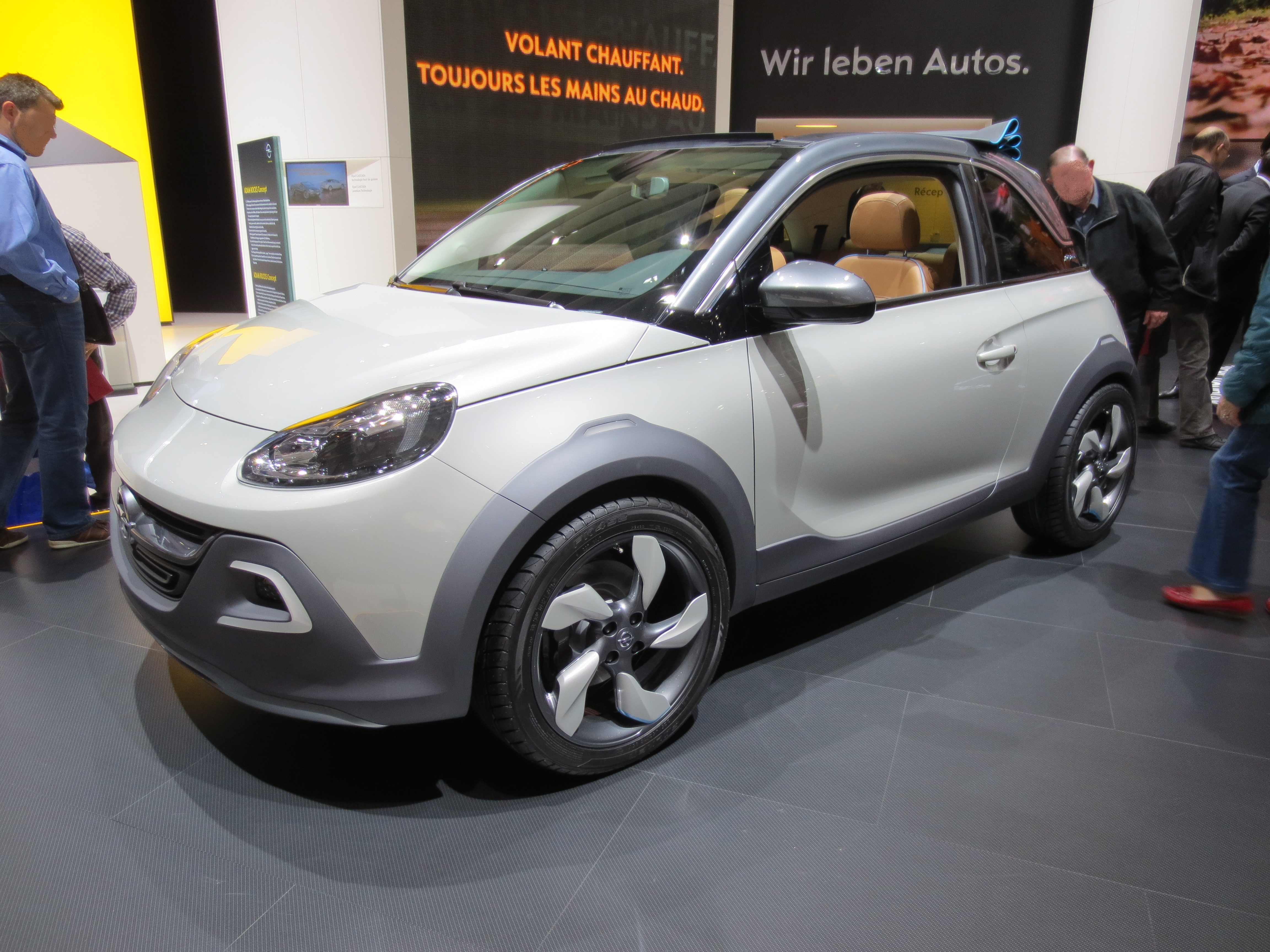
L'Opel Adam Rocks Concept

La pre-produzione è stata avviata nell'agosto del 2012 per la realizzazione dei primi esemplari da destinare al salone di Parigi e per quelli utilizzati per le foto ufficiali. Lo stabilimento incaricato dell'assemblaggio è quello di Eisenach: qui la casa di Rüsselsheim ha investito 190 milioni di Euro destinati a nuove strutture ed ai nuovi macchinari per l'assemblaggio, tra cui un nuovo robot e nuove strutture per la saldatura. È stato ampliato lo stesso impianto produttivo, che ora si estende su una superficie di 22 000 metri quadri. La produzione del modello destinato alla vendita invece è stata inaugurata alla fine di novembre del 2012 (l'avvio della produzione viene comunque considerato già nel mese di dicembre), mentre la commercializzazione è stata avviata il 19 gennaio 2013: alla cerimonia di apertura delle vendite era presente anche la campionessa di salto in alto Ariane Friedrich. 

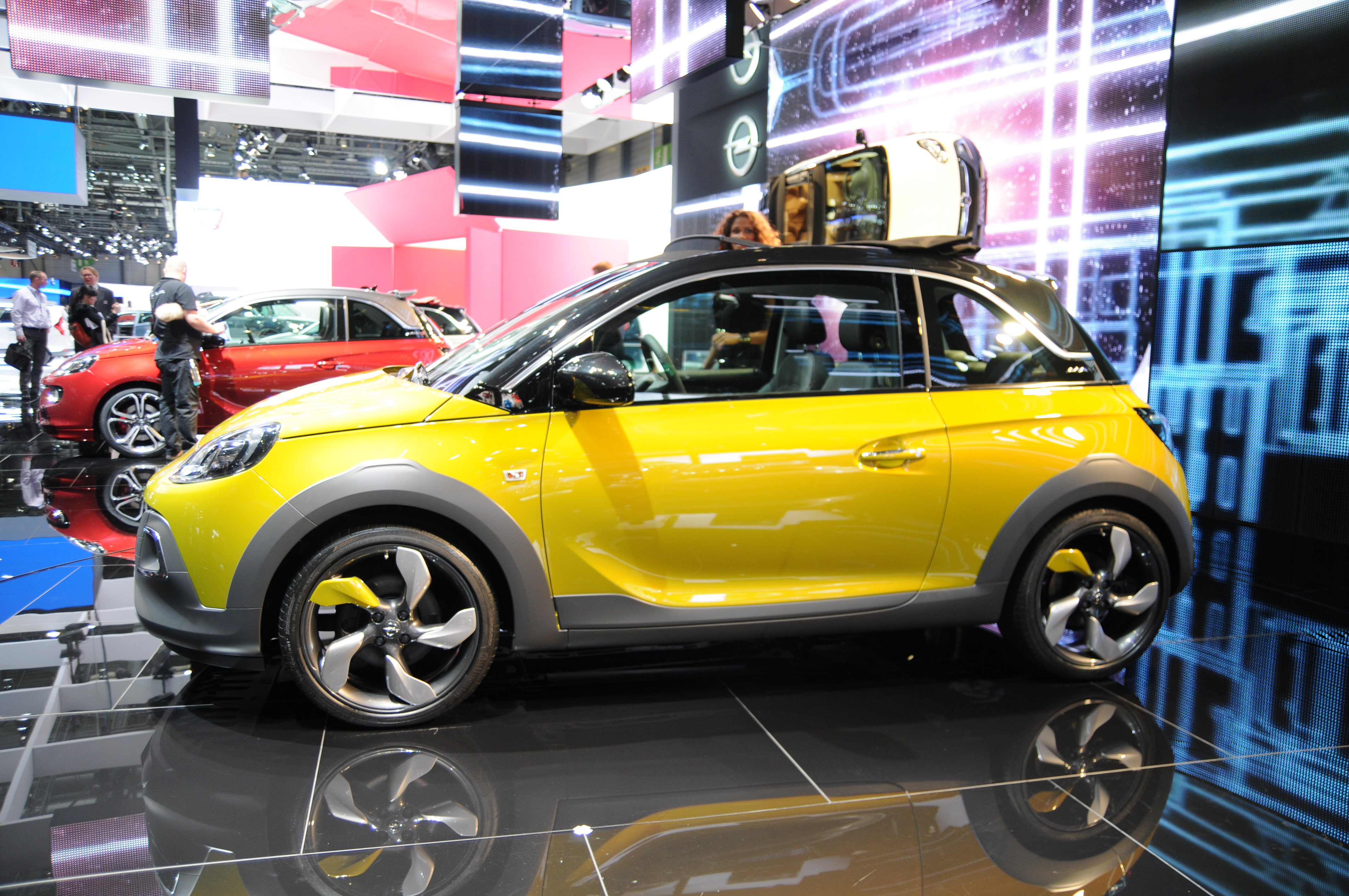
Un'Opel Adam Rocks

Durante il salone dell'auto di Ginevra di marzo dello stesso anno viene presentata una concept car basata sull'Adam e denominata Adam Rocks che richiama nell'aspetto un mini-SUV. Alla fine dell'estate, la gamma si estende con l'introduzione della versione bi-fuel benzina/GPL, spinta sempre dal 1.4 da 87 CV.

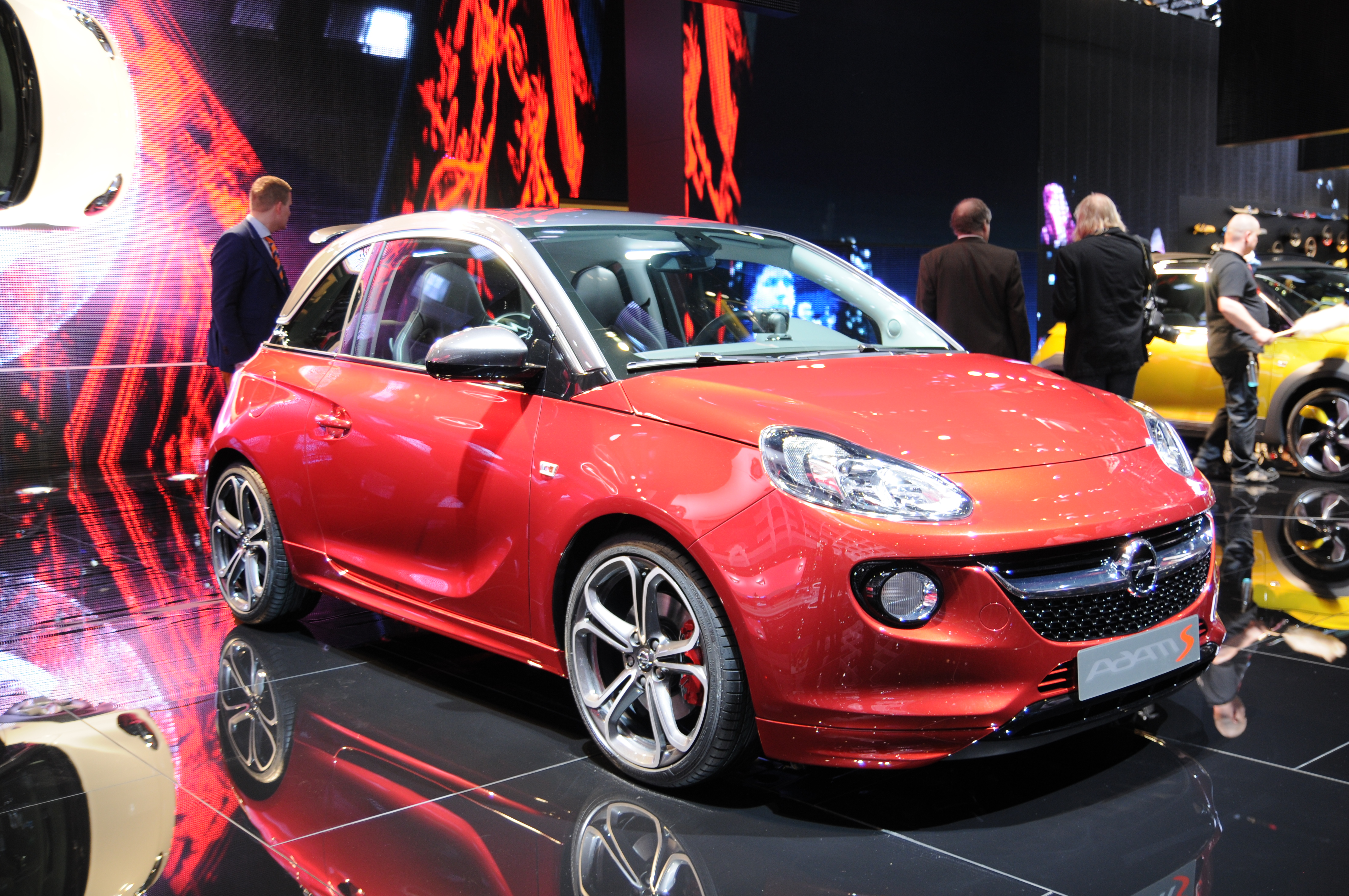
Un'Opel Adam S

Fra l'estate e l'autunno del 2014, si aggiungono un 1.0 tricilindrico SGE dotato di turbocompressore e declinato in due livelli di potenze, 90 CV e 115 CV. Queste due nuove motorizzazioni sono state presentate al salone di Parigi assieme a un'ulteriore versione, stavolta di tipo sportivo, e denominata Adam S. Quest'ultima, anticipata già a Ginevra da una concept, è dotata di serie di cerchi da 17" (a richiesta da 18"), spoiler anteriori e posteriori, minigonne, ma soprattutto di un nuovo motore, un 1.4 da 150 CV dotato di turbocompressore che le permette di arrivare a una velocità massima di 210 km/h e di scattare da 0–100 km/h in 8.5 secondi. Tale versione di punta non ha tuttavia debuttato assieme alle versioni SGE, ma entra in listino ufficiale nel marzo 2015. Questi nuovi motori sono tutti dotati di cambio manuale a 6 rapporti e rispettano le norme antinquinamento Euro 6.
Nell'autunno del 2014 si è avuto l'arrivo in listino dell'Adam Rocks di serie, che conserva tutte le caratteristiche estetiche della concept ed è prevista nelle medesime motorizzazioni delle altre versioni. Successivamente non si ebbero più variazioni di sorta nella gamma dell'Adam, e perciò cominciò la parabola discendente della sua carriera commerciale. Quando la produzione è terminata, nel maggio 2019, la vettura ha continuato ad essere presente per qualche settimana in alcuni listini per smaltire le scorte giacenti nei magazzini. L'Adam non verrà sostituita da alcun modello.

## Riepilogo caratteristiche
| Modello                    | Anni di produzione | Motore | Cilindrata cm³ | Potenza CV               | Coppia max Nm            | Velocità max km/h | Accelerazione 0–100 km/h | Emissioni CO2 in grammi | Euro |
| Versioni a benzina         |                    |        |                |                          |                          |                   |                          |                         |      |
| Adam 1.0 Turbo SGE 90CV    | 07/2014-05/2019    | B10XFL | 999            | 90 a 3700-6000 giri/min  | 170 a 1800-3700 giri/min | 180               | 11.9"                    | 99                      | 6    |
| Adam 1.0 Turbo SGE 115CV   | 07/2014-05/2019    | B10XFT | 999            | 115 a 5000-6000 giri/min | 170 a 1800-4500 giri/min | 196               | 9.9"                     | 114                     | 6    |
| Adam 1.2 16V               | 12/2012-05/2019    | A12XEL | 1229           | 70 a 5600 giri/min       | 115 a 4000 giri/min      | 165               | 14"9                     | 124                     | 5    |
| Adam 1.4 16V 87CV          | 12/2012-05/2019    | A14XEL | 1398           | 87 a 6000 giri/min       | 130 a 4000 giri/min      | 176               | 12"5                     | 129                     | 5    |
| Adam 1.4 16V 100CV         | 12/2012-05/2019    | A14XER | 1398           | 100 a 6000 giri/min      | 130 a 4000 giri/min      | 185               | 11"5                     | 129                     | 5    |
| Adam S 1.4 Turbo 16V 150CV | 11/2014-05/2019    | B14NEH | 1364           | 150 a 5000-5500 giri/min | 220 a 3000-4500 giri/min | 210               | 8"5                      | 139                     | 6    |
| Versioni bi-fuel           |                    |        |                |                          |                          |                   |                          |                         |      |
| Adam 1.4 GPL-Tech          | 09/2013-05/2019    | A14XEL | 1398           | 87 a 6000 giri/min       | 130 a 4000 giri/min      | 176               | 13"2                     | 112                     | 5    |

## Attività sportiva

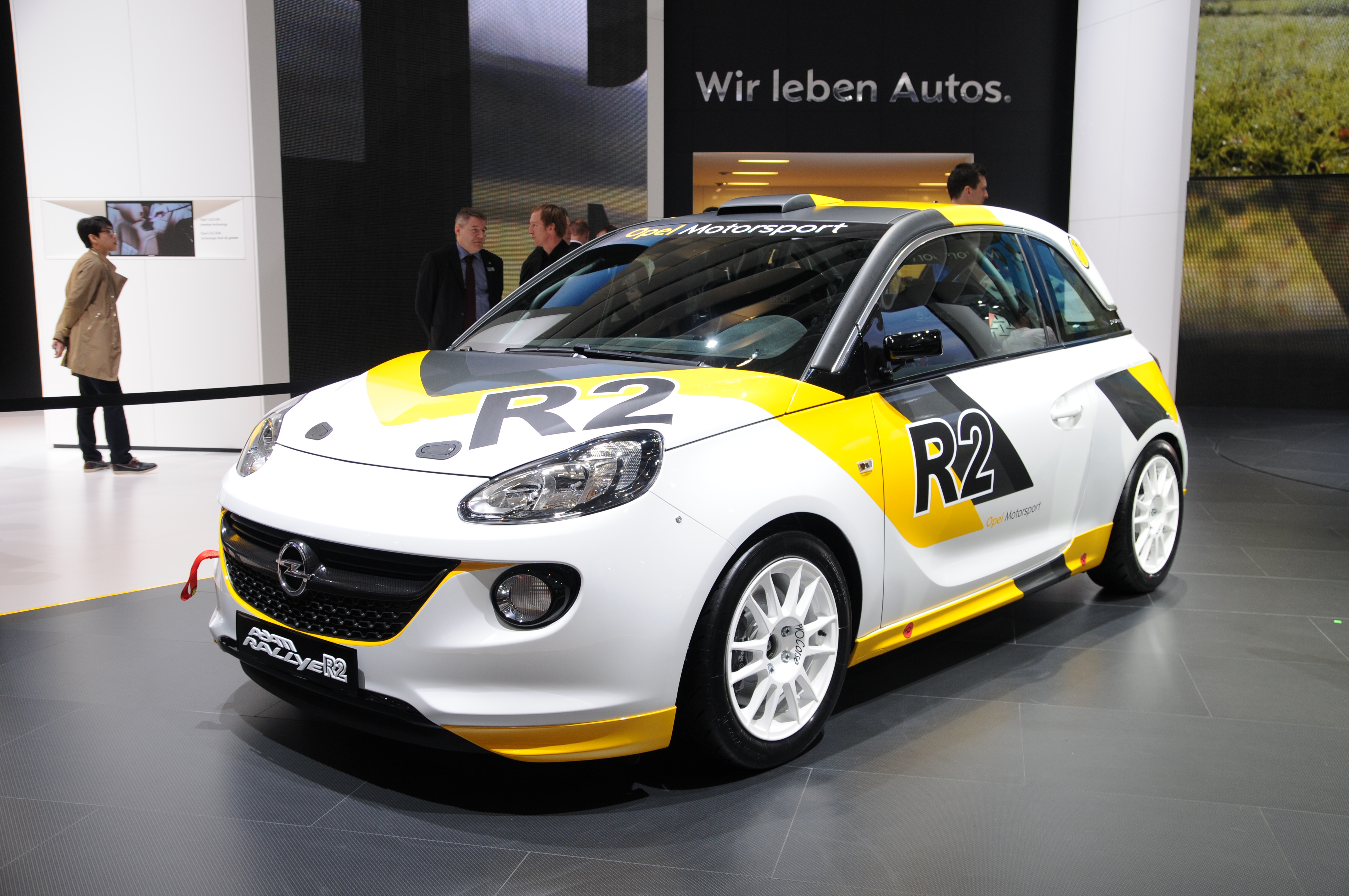
Un'Opel Adam R2

Nel mese di novembre del 2012 è stata presentata l'Adam Cup, una versione da competizione destinata ai trofei monomarca da disputarsi in Germania (ADAC Opel Rallye Cup) e in Francia (FFSA Adam Cup), entrambi sostenuti dai rispettivi associazioni automobilistiche nazionali. Le Adam destinate a tali manifestazioni (che prevedono 24 partecipanti in Germania e 17 in Francia) montano un motore 1.6 aspirato da 140 CV ed un cambio sequenziale a 5 rapporti.
Al Salone di Ginevra del 2013, invece, l'Adam è stata presentata anche in una variante da competizione realizzata specificamente per correre nei rally, e più precisamente nel Gruppo R2. Derivata direttamente dall'Adam Cup, l'Adam R2 ne riprende lo stesso propulsore, ma con potenza portata a 185 CV e coppia massima di 195 Nm.

## Versioni speciali

### Opel Adam by Bryan Adams
A fine 2013 viene presentata l’Opel Adam by Bryan Adams, una Opel Adam customizzata dal cantante rock e fotografo Bryan Adams. La produzione è stata limitata a sole dieci unità e il ricavato delle vendite è andato in beneficenza alla Bryan Adams Foundation.